# Міджгона Самадова
Міджгона Самадова (8 вересня 1998) — таджицька боксерка, яка представляла Таджикистан на Літніх Олімпійських іграх у Парижі 2024 року.

## Життєпис
Міджгона Самадова народилася 8 вересня 1998 року в Душанбе. Дебютувала в боксі у 2018 році.
Вона виступала в у легкій ваговій категорії на Чемпіонаті світу з боксу серед жінок за версією IBA у березні 2023 року. Самадова виграла бронзову медаль у ваговій категорії до 57 кг на Азійських іграх 2022 року, які пройшли у вересні та жовтні 2023 року. Ця медаль дала їй право представляти Таджикистан на літніх Олімпійських іграх 2024 року. Вона також отримала премію президента Таджикистану в розмірі 50 тисяч сомоні та однокімнатну квартиру в Душанбе.
Вона також була обрана однією з прапороносців збірної Таджикистан на церемонії відкриття разом із дзюдоїстом Темуром Рахімовим.

## Міжнародні виступи
| Азійські ігри | Азійські ігри  | Азійські ігри | Азійські ігри |
| рік           | Розташування   | Медаль        | Категорія     |
| ------------- | -------------- | ------------- | ------------- |
| 2022 рік      | Ханчжоу, Китай | Бронза        | до 57 кг      |

### Олімпіада в Парижі 2024
- Поразка роздільним рішенням суддів від Алліси Мендоси (3-2)[7]